# Sándor Wladár
Sándor Wladár, né le 19 juin 1963 à Budapest (Hongrie), est un nageur hongrois, spécialiste des courses de dos.

## Carrière
Sándor Wladár est sacré champion olympique du 200 mètres dos aux Jeux olympiques de 1980 à Moscou. Lors de ces Jeux, il termine cinquième de la finale du 100 mètres dos et sixième de la finale du 4×100 mètres 4 nages. 
Il remporte aux Championnats d'Europe de natation 1981 à Split deux médailles d'or en 100 et 200 mètres dos. Le Swimming World Magazine le nomme cette année-là nageur européen de l'année. 
Aux Championnats du monde de natation 1982 et aux Championnats d'Europe de natation 1983, il est médaillé d'argent du 200 mètres dos.